# テベッサ
テベッサ（ベルベル語：Tbessa/Tibesti, アラビア語：تبسة）は、アルジェリア北東部のテベッサ県の県都。
チュニジアとの国境から20kmしか離れていない。
近くにリン酸塩が埋まっている。
テベッサ式伝統的絨毯が有名である。
2008年の人口は約19.7万人だった。
テベッサには凱旋門や大浴場、寺院、4世紀のキリスト教徒の会堂等の古代の遺品が多い。

## 歴史
古代ギリシアでは「テヴェステ」(Θεβέστη)や「ヘカトムピレ(Ἑκατομπύλη)(百の門)と呼ばれていた。
紀元前146年、テヴェステはローマ帝国に併合され、テヴェステと改名された。
1世紀、アウグストゥス第三軍団がテヴェステに駐屯した。
トラヤヌス帝(53年～117年)の下で植民都市になった。
人口は3万人に達した。
ドナトゥス派の議会がテヴェステで開かれた。
256年、聖ルシウスはカルタゴ会議を補助した。
258年、聖ルシウス司教は殉教した。
295年3月12日、聖マクシミリアヌスが殉教した。
304年12月5日、聖クリスピナが殉教した。
4世紀～5世紀、テヴェステはマニ教の中心地だった。
東ローマ帝国のユスティニアヌス1世(483年～565年)時代(在位：527年～565年)初期、ソロモン将軍(?～544年)はテヴェステを再建し、現在まで残る墓を建てた。
7世紀、アラブの侵略によって、テベステは重要性を失った。
11世紀、アラブ人のバヌーヒラル人はナイル川と紅海の間に住んでいたが、チュニジアやトリポリタニア、コンスタンティーヌに入植した。
16世紀、オスマン帝国は、イェニチェリ守備隊を置いた。
1851年、フランスが占領した。
「テベッサ」と改名され、小郡の中心地になった。
後にアンナバ県の県都になった。
1962年、フランスからアルジェリアが独立した。
1974年、テベッサ県の県都になった。

## 気候
テベッサはステップ気候(BSk)で、暑く乾いた夏と、穏やかで湿った冬が訪れる。
| テベッサの気候                             | テベッサの気候 | テベッサの気候 | テベッサの気候 | テベッサの気候 | テベッサの気候 | テベッサの気候 | テベッサの気候 | テベッサの気候 | テベッサの気候 | テベッサの気候 | テベッサの気候 | テベッサの気候 | テベッサの気候 |
| 月                                         | 1月            | 2月            | 3月            | 4月            | 5月            | 6月            | 7月            | 8月            | 9月            | 10月           | 11月           | 12月           | 年             |
| ------------------------------------------ | -------------- | -------------- | -------------- | -------------- | -------------- | -------------- | -------------- | -------------- | -------------- | -------------- | -------------- | -------------- | -------------- |
| 最高気温記録 °C （°F）                     | 24.0 (75.2)    | 30.1 (86.2)    | 32.0 (89.6)    | 32.4 (90.3)    | 40.6 (105.1)   | 41.3 (106.3)   | 42.5 (108.5)   | 43.0 (109.4)   | 40.0 (104)     | 37.3 (99.1)    | 31.0 (87.8)    | 27.0 (80.6)    | 43 (109.4)     |
| 平均最高気温 °C （°F）                     | 11.7 (53.1)    | 13.5 (56.3)    | 15.7 (60.3)    | 19.2 (66.6)    | 24.6 (76.3)    | 30.7 (87.3)    | 34.2 (93.6)    | 33.3 (91.9)    | 28.6 (83.5)    | 22.6 (72.7)    | 16.5 (61.7)    | 12.9 (55.2)    | 21.96 (71.54)  |
| 日平均気温 °C （°F）                       | 6.4 (43.5)     | 7.7 (45.9)     | 9.5 (49.1)     | 12.6 (54.7)    | 17.4 (63.3)    | 22.5 (72.5)    | 25.4 (77.7)    | 24.9 (76.8)    | 21.2 (70.2)    | 16.1 (61)      | 10.7 (51.3)    | 7.5 (45.5)     | 15.16 (59.29)  |
| 平均最低気温 °C （°F）                     | 1.1 (34)       | 1.9 (35.4)     | 3.4 (38.1)     | 5.9 (42.6)     | 10.0 (50)      | 14.2 (57.6)    | 16.5 (61.7)    | 16.4 (61.5)    | 13.7 (56.7)    | 9.5 (49.1)     | 4.8 (40.6)     | 2.0 (35.6)     | 8.28 (46.91)   |
| 最低気温記録 °C （°F）                     | −8.0 (17.6)    | −6.6 (20.1)    | −6.0 (21.2)    | −4.0 (24.8)    | 0.0 (32)       | 3.0 (37.4)     | 8.9 (48)       | 8.0 (46.4)     | 2.0 (35.6)     | −1.0 (30.2)    | −3.4 (25.9)    | −11.0 (12.2)   | −11 (12.2)     |
| 降水量 mm （inch）                         | 27.1 (1.067)   | 30.3 (1.193)   | 44.8 (1.764)   | 30.6 (1.205)   | 36.5 (1.437)   | 31.2 (1.228)   | 11.3 (0.445)   | 25.1 (0.988)   | 29.4 (1.157)   | 23.6 (0.929)   | 29.0 (1.142)   | 23.6 (0.929)   | 342.5 (13.484) |
| % 湿度                                     | 75.1           | 70.8           | 65.0           | 64.1           | 58.7           | 49.6           | 43.9           | 48.3           | 61.6           | 64.9           | 72.2           | 74.7           | 62.41          |
| 出典1：NOAA (1970-1990)                    |                |                |                |                |                |                |                |                |                |                |                |                |                |
| 出典2：climatebase.ru (extremes, humidity) |                |                |                |                |                |                |                |                |                |                |                |                |                |

## 交通
テベッサ空港が有る。